# هارب ثلاثي
ُ
الهارب الثلاثي triple harp هو نوع من الهارب متعدد المسارات تستخدم ثلاثة صفوف متوازية من الأوتار بدلاً من الصف الفردي الأكثر شيوعًا. 
وأحد الإصدارات الشائعة هو الهارب الثلاثي الويلزي (بالويلزية : telyn deires)، والمستخدم اليوم بشكل رئيسي بين عازفي الموسيقى الشعبية الويلزية التقليدية.